# United Technologies
United Technologies Corporation, «Юнайтид Текнолоджис» (UTC) — одна из крупнейших финансово-промышленных групп США, занимавшаяся производством авиационных двигателей и авионики, а также лифтов, эскалаторов и кондиционеров. 
Штаб-квартира располагалась в Хартфорде, штат Коннектикут. 

В апреле 2020 года объединилась с Raytheon, образовав Raytheon Technologies.

## История
Основана в 1929 году, когда компании Boeing Airplane Company (англ.), Boeing Air Transport, Chance Vought, Hamilton Standard (англ.), Pratt & Whitney, Sikorsky Aircraft объединились, создав компанию United Aircraft and Transport Corporation. Инициатором создания был Фред Рентшлер (Fred Rentschler). Корпорация быстро стала крупным монополистом в авиационной отрасли, контролируя производство самолётов и комплектующих к ним, а также несколько авиакомпаний, кроме того, получила крупный заказ на самолёты для почты США. В 1934 году решением сената страны компания была разделена на три части — Boeing, United Aircraft и United Airlines. В состав United Aircraft Company вошли авиастроительная компания Chance Vought, производитель авиадвигателей Pratt & Whitney, производитель вертолётов Sikorsky, а также Ham Standard и Northrop. За годы Второй мировой войны Pratt & Whitney выпустила более 360 тысяч авиадвигателей, став ключевым подразделением United Aircraft.
Разработкой реактивных двигателей компания занялась лишь после Второй мировой войны, значительно отстав от основных конкурентов, General Electric и Westinghouse, однако уже к началу войны в Корее в 1950 году она начала массовое производство таких двигателей для ВВС США. В 1954 году Chance Vought была продана. В 1958 году Фред Рентшлер, возглавлявший компанию с 1935 года, умер, его сменил Менсфилд Хорнер (H. Mansfield (Jack) Horner). Под его руководством компания значительно выросла, став основным поставщиком двигателей и других комплектующих для Boeing.
Конец 1960-х и начало 1970-х годов были отмечены проблемами с двигателями для Boeing-747, что обернулось значительными убытками как для United Aircraft, так и для Boeing и авиакомпаний. Компания начала программу диверсификации: в 1974 году была куплена Essex International (производство кабелей), в следующем году — Otis Elevator (лифты, за $276 млн), в 1978 году — Dynell Electronics (радары), затем Ambac Industries (дизельные двигатели), в 1981 году — Mostek (полупроводники, продана уже в 1985 году), в 1983 году — Carrier Corporation (кондиционеры). В связи с расширением сферы деятельности в 1975 году United Aircraft была переименована в United Technologies. К 1986 году выручка компании достигла 16 млрд долларов (по сравнению с 2 млрд в начале 1970-х годов).
Около половины доходов от продаж продукции и предоставляемых услуг UTC составлял федеральный клиентский сектор обслуживания военных заказов (без учёта иностранных заказчиков американского вооружения и военной техники). В 1980-е годы компания стабильно входила в дюжину крупнейших подрядчиков военно-промышленного комплекса США по объёму заказов. Однако окончание Холодной войны привело к значительному сокращению расходов на оборонную продукцию. Подразделение Pratt & Whitney начало приносить убытки, другие подразделения также страдали от экономического спада в начале 1990-х годов. С 1991 по 1993 год компанией было сокращено 16,5 тыс. сотрудников (около 10 % персонала). В то же время началось расширение деятельности в другие страны, в первую очередь в КНР. В 1999 году за 4 млрд долларов была куплена Sundstrand Corporation, производитель аэрокосмической продукции. В том же году за 2,3 млрд долларов было продано подразделение автокомплектующих. В конце 1990-х годов было сокращено ещё 15 тыс. сотрудников.
В 2012 году была куплена Goodrich Corporation, производитель комплектующих для аэрокосмической отрасли. В 2015 году была продана компания Sikorsky Aircraft. В 2017 году была куплена компания Rockwell Collins, производитель авиационной электроники.
В июне 2019 года объявлено об объединении компаний Raytheon и United Technologies. Сделка была закрыта в апреле 2020 года образованием Raytheon Technologies Corporation, которая стала второй по величине авиационной компанией ВПК США (после Boeing). Акционеры UTC и Raytheon стали владеть примерно 57 и 43 процентами новой компании соответственно. UTC получило 8 из 15 мест в совете директоров, остальные — Raytheon. Первые два года после закрытия сделки Грегори Хейз, глава UTC, руководил конгломератом, а Томас Кеннеди, директор Raytheon, являлся председателем совета директоров новой компании; затем Хейз занял оба поста. Штаб-квартира объединения расположилась в Уолтеме. При этом такие значимые подразделения UTC, как Otis (продукция — лифты, эскалаторы, траволаторы) и Carrier (системы кондиционирования, противопожарные системы, автоматизация зданий), не вошли в объединённую компанию, а стали самостоятельными.

## Деятельность
По итогам 2019 года доля продукции военного назначения в выручке составила 17 %, гражданской авиации — 42 %, строительства и других отраслей — 41 %. Зарубежные продажи составили более 60 % от выручки компании. По состоянию на 2019 год компания состояла из следующих подразделений:
- Collins Aerospace Systems — комплектующие для аэрокосмической отрасли; 77,2 тыс. сотрудников, выручка 26,0 млрд долларов.
- Pratt & Whitney — производство авиационных двигателей; 42,2 тыс. сотрудников, выручка 20,9 млрд долларов.
- Otis — крупнейший в мире производитель лифтов и эскалаторов; 69 тыс. сотрудников, выручка 13,1 млрд долларов.
- Carrier Corporation — одна из ведущих в мире компаний по производству систем обогрева, вентиляции, кондиционирования, охлаждения; 52,6 тыс. сотрудников, выручка 18,6 млрд долларов.